# Flavij Ecij
Flavij Ecij (latinsko Flavius Aetius) je bil rimski general in državnik v zaključnem obdobju Zahodnega rimskega cesarstva, * okoli 390, † 454. 
Dve desetletji (433–454) je bil najvplivnejši mož v cesarstvu. Vodil je politiko, povezano z napadi barbarskih ljudstev, naseljenih po vsem Zahodu. Z zmago v bitki na Katalunskih poljih je končal uničujočo invazijo Atile na Galijo leta 451, čeprav je Hunom in njegovim podjarmljenim zaveznikom naslednje leto vseeno uspelo vdreti v Italijo. Vdor je najbolj znan po neusmiljenem plenjenju Ogleja in posredovanju papeža Leona I. Ecija so njegovi sodobniki pogosto imenovali "zadnji Rimljan".

## Poreklo in  družina
Ecij je bil rojen v Durostorumu v Drugi Meziji (sodobna Silistra, Bolgarija) okoli leta 390. Njegov oče Gavdencij je bil rimski general, rojen v Mali Skitiji. Ecijeva mati, katere ime ni znano, je bila bogata aristokratka, rojena na Apeninskem polotoku. Ecij se je pred letom 425 poročil s hčerko poveljnika cesarske garde Karpilija, s katero je imel sina Karpilija. Kasneje se je poročil s Pelagijo, s katero je imel sina Gavdencija in morda hčerko, katere mož Traustila se je maščeval za Ecijevo smrt z ubojem cesarja Valentinijana III.

### Zgodnja leta in službovanje pod Joanesom
Kot deček je bil Ecij  vpisan v vojaško enoto Protectores Domestici in nato povišan na položaj tribuna pretorijanske garde, ki mu je omogočil začetek  politične kariere. Med letoma 405 in 408 je bil talec na dvoru  vizigotskega kralja kralja Alarika I. Leta 408 je bil poslan na dvor kralja Hunov Uldina, kjer je ostal tudi večji del vladavine njegovega naslednika Haratona. Nekateri sodobni zgodovinarji menijo, da je vzgoja med militarističnimi ljudstvi dala Eciju bojevitost, ki med tedanjimi rimskih generalih ni bila običajna.
Leta 423 je zahodni cesar Honorij umrl. Najvplivnejši človek na Zahodu, Kastin, je za njegovega naslednika izbral visokega častnika Joanesa, ki ni bil iz Teodozijska dinastije, zato ga vzhodni dvor ni priznal. Vzhodni cesar Teodozij II. je organiziral vojaško ekspedicijo proti zahodu, ki sta jo vodila Ardaburij in njegov sin Aspar, da bi na zahodni prestol postavil svojega bratranca, mladega Valentinijana III.  Ecij je takrat vstopil v uzurpatorjevo službo kot cura palatii in Joanes ga je poslal k Hunom, prosit za pomoč. Joanes ni imel močne vojske in se je utrdil v svoji prestolnici Raveni, kjer je bil poleti 425 ubit. Kmalu zatem se je Ecij vrnil v Italijo z veliko enoto Hunov in ugotovil, da je oblast na zahodu zdaj v rokah Valentinijana III. in njegove matere Gale Placidije. Po boju z Asparjevo vojsko je Eciju uspelo doseči kompromis z Galo Placidijo. Hune je poslal domov in v zameno dobil čin comesa in magistra militum per Gallias, vrhovnega poveljnika rimske vojske v Galiji.

### Prvi galski pohodi
Leta 426 je Ecij prispel v južno Galijo in prevzel poveljstvo nad vojsko. Vizigoti pod vodstvom Teoderika I. so takrat oblegali Arles, pomembno mesto v Narbonski Galiji blizu izliva Rone. Ecij je premagal Teoderika, prekinil obleganje Arlesa in Vizigote pregnal nazaj v Akvitanijo.
Leta 428 se je vojskoval  Salijskimi Franki, premagal njihovega kralja Klodvika in pridobil nekaj zasedenega ozemlja ob Renu. Naslednje leto je bil povzdignjen  v magistra militum. V začetku leta 430 so Vizigoti pod Anaolsom ponovno napadli Arles, vendar jih je Ecij premagal.
Maja 430 sta Ecij  in vojska obtožila Feliksa, da je koval zaroto proti njemu. Nekateri viri so prepričani, da je Ecij ukazal ubiti njega, njegovo ženo in diakona. Po Feliksovi smrti je bil Ecij najvišji vojaški častnik v cesarstvu,  čeprav še ni dobil naziva patricija ali višjega poveljstva. Med letoma 430 in 431 je bil v Retiji in Noriku, kjer je ponovno vzpostavil rimsko oblast na Donavskem limesu, se boril proti Jutungom in premagal Bagaude v Augusta Vindelicorum. Leta 431 se je vrnil v Galijo, kjer je sprejel Hidatija, škofa Aquae Flaviae, ki se je pritoževal nad napadi Svebov. Ecij  je nato premagal Franke in ponovno zavzel Tournacum in Kambrai Kambrijo  in nato poslal škofa Hidacija nazaj k Svebom v Hispanijo.

### Vojna z Bonifacijem
Med Ecijevo kampanjo v Galiji se je dogajal stalen boj za oblast med Ecijem, konzulom Feliksom, generalom in guvernerjem Afrike Bonifacijem ter materjo cesarja Valentinijana in regentko Galo Placidijo. Leta 427 je med Bonifacijevo odsotnostjo Feliks dosegel, da je Bonifacij padel v nemilost pri Placidiji. Stanje se je sčasoma popravilo, vendar so Vandali leta 429 izkoristili njihov boj za oblast in vdrli v Afriko. Po Feliksovi usmrtitvi leta 430 sta Ecij in Bonifacij ostala najvplivnejša generala cesarstva in se oba nenehno potegovala za Placidijino naklonjenost. Leta 432 je bil Ecij izvoljen za konzula, Bonifacij pa je bil odpoklican v Italijo in dobil naslov patricija in postal senior comes et magister utriusque militiae (vrhovni poveljnik vojske), medtem ko so Eciju ta položaj odvzeli. Ecij, prepričan da je njegov padec neizbežen, je krenil proti Bonifaciju in se z njim spopadel v bitki pri Raveni. Bonifacij je v bitki zmagal,  vendar je bil smrtno ranjen in je nekaj mesecev kasneje umrl. Ecij je pobegnil v Panonijo na dvor svojega prijatelja, hunskega kralja Rugile. Z njegovo pomočjo se je vrnil na oblast in prejel naziv comes et magister utriusque militiae (komes in poveljnik obeh vojsk). Bonifacijevega zeta Sebastijana, ki je nasledil Bonifacija kot magister militum, je izgnal v Konstantinopel, kupil Bonifacijevo posest in se poročil z njegovo vdovo Pelagijo.

### Pohodi proti Burgundom, Bagavdom in Vizigotom
Od leta 433 do 450 je bil Ecij prevladujoča osebnost v Zahodnem cesarstvu. 5. septembra 435 je pridobil čin magnificus vir parens patriusque noster in igral vlogo zaščitnika Gale Placidije in mladega  Valentinijana III. Hkrati je še naprej posvečal pozornost Galiji. Leta 436 sta Ecij in Avit premagala Burgunde kralja Gundakarja in jih prisilila, da sprejmejo mir, potem pa je naslednje leto nadnje poslal svoje hunske zaveznike, da jih uničijo. V pokolu, ki je bil verjetno osnova za kasnejšo nemško Pesem o Nibelungih, je bilo domnevno ubitih 20.000 Burgundov. Istega leta je Ecij verjetno zadušil upor Bagavdov pod nekim Tibatom v Armoriki. Leta 437 se je kot drugič izvoljen konzul udeležil poroke cesarja Valentinijana I. in Licinije Evdoksije v Konstantinoplu. Naslednji dve leti se je ukvarjal  s pohodom proti Svebom in vojno proti Vizigotom. Leta 438 je zmagal v veliki bitki, verjetno pri Mons Colubrariju, potem pa so Vizigoti naslednje leto ubili generala Litorija in premagali njegove hunske zaveznike. Ecij se je vrnil v Galijo, z njimi sklenil mirovni sporazum. Ob vrnitvi v Italijo je bil Ecij počaščen s kipom, ki sta ga postavila senat in rimsko ljudstvo po naročilu cesarja.
Leta 443 je Ecij naselil preostale Burgunde v Savoji južno od Ženevskega jezera. Njegova najbolj pereča skrb v 440. letih so bile težave v Galiji in Iberiji, predvsem z Bagavdi. Leta 440 je naselil Alane v okolici Valence in leta 442 ob Loari, vključno z Orléansom, da bi zajezil nemire v Armoriki.
Na Iberskem polotoku je Ecij počasi izgubljal nadzor. Leta 441 je imenoval Asturija za magistra ilitum per Hispanias, da bi uničil Bagavde v Tarakonski Hispaniji. Leta 443 so bili Bagavdi dokončno poraženi. Leta 445 so Rimljani napadli Vandale na Turoniju v Galeciji, vendar so bili naslednje leto dokončno poraženi.
Leta 445 je Majorijan prekinil frankovsko obleganje Toursa, čemur je sledil frankovski napad pod vodstvom Klodiona na Arras v Drugi Belgiji. Rimljani so njihov napad ustavili, potem pa je Ecij leta 450 vzpostavil dobre odnose z njimi. Klodion je leta 449 umrl in Ecij je podprl zahtevo njegovega sina Meroveha, da ga nasledi na frankovskem prestolu. Ecij ga je sprejel za svojega sina in ga bogato obdaril.

### Vdor Hunov na Galijo in Italijo
Ecij je pred letom 449 sklenil sporazum s Huni in nekaterim dovolil naselitev ob reki Savi v Panoniji. Atili je za tajnika poslal nekega Konstancija. Dobri odnosi med Rimljani in Huni niso trajali dolgo, saj je Atila sklenil napasti rimsko Galijo. Resna ovira za ta povig je bil Ecij, zato ga je poskušal odstraniti. Ko so Huni leta 451 napadli Galijo, je bil Ecij še vedno poveljnik tamkajšnje rimske vojske. Velika hunsko-germanska vojska je zavzela več mest in nadaljevala pohod proti Orléansu. 
Ecij je s pomočjo vplivnega galsko-rimskega senatorja Avita prepričal Vizigote kralja Teoderika I., da so se mu pridružili proti skupni grožnji. Prepričal je tudi alanskega kralja Sangibana, Armoričane, Salijske Franke, nekatere Sase in Burgunde iz Savoje, da se pridružijo njegovim silam. Združena rimska in vizigotska vojska je krenila proti obleganemu Orléansu in  Huni so prekinili obleganje in se umaknili. 20. junija 451 sta se Ecij in Teoderik spopadla z Atilo in njegovimi zavezniki v bitki na Katalunskih poljih in jih premagala.  Teoderik je v bitki padel. Ecij je zato njegovemu sinu Torismundu svetoval umik v Toulouse, da bi si zagotovil prestol, in prepričal Meroveha, naj se vrne v frankovsko deželo. Domneva se, da je Ecij ves vojni plen obdržal zase in za svojo vojsko.
Atila se je leta 452 vrnil in ponovno zahteval poroko s Honorijo, hčerko Konstancija III. in Gale Placidije. Ecij ni mogel preprečiti Atilovega vdora preko Julijskih Alp. Atila je opustošil številna mesta v Italiji  in popolnoma uničil Oglej, za katerim menda ni ostala nobena sled. Valentinijan III. je z dvora v Raveni pobegnil v Rim. Ecij je ostal na bojišču, a ni imel dovolj moči, da bi se s Huni spopadel v odprti bitki. Namesto tega je s svojo vojsko blokiral ceste proti Raveni in Rimu. Atila se je ustavil pri Padu, kjer se je srečal z delegacijo papeža Leona I. Atilov pohod se je končal. Staroveški in srednjeveški zgodovinarji so zasluge za to pripisovali papežu Leonu in nadnaravnim silam. Atilo so k umiku zagotovo spodbudili bolj praktični razlogi: odkupnina, pomanjkanje hrane, bolezni in napadi na Hune severno od Donave.

### Umor
Ecij je leta 453 uspel zaročiti svojega sina Gavdencija z Valentinijanovo hčerko Placidijo, a se je Valentinijan III. kljub temu počutil ogroženega in želel postaviti na prestol svojega sina. V zaroto proti Eciju sta se vključila senator Petronij Maksim in komornik Heraklij. Zgodovinar Prisk iz Panija je zapisal, da je  Valentinijan v Raveni nepričakovano izjavil, da ne bo več žrtev Ecijeve pijane izprijenosti. Ecija je krivil za vse težave cesarstva in ga obtožil, da mu poskuša ukrasti cesarstvo. Ecij se je poskušal braniti, potem pa je Valentinijan izvlekel meč in ga s Heraklijevo pomočjo ubil. Ko se je s tem kasneje hvalil na dvoru, mu je nekdo odgovoril: "Ali to dobro ali ne, ne vem. Toda vedite, da ste si z levo roko odsekali desno".  Gibbon je to znamenito opazko pripisal Sidoniju Apolinariju.
Petronij Maksim je pričakoval, da bo zasedel Ecijev položaj patricija, vendar mu je to preprečil Heraklij. Da bi se maščeval, se je Maksim dogovoril z dvema Hunoma in Ecijevima prijateljema Optilo in Travstilo,  da ubijeta Valentinijana III. in Heraklija. 16. marca 455 je Optila zabodel cesarja, ko je pred templjem razjahal konja. Travstila  je medtem ubil Heraklija. Vojaki, ki so stali v bližini, so bili večinoma zvesti Ecijevi privrženci in nihče ni posredoval, da bi rešil cesarja.

## Zapuščina
Na Flavija Ecija se kljub številnim kritikam na splošno gleda kot na velikega vojaškega poveljnika. V Bizantinskem cesarstvu je bil tako cenjen, da je postal znan kot "zadnji pravi Rimljan na zahodu". Tradicionalno zgodovinarji menijo, da je bila  bitka na Katalunskih poljih odločilno pomembna, saj je Atilo ohromila z uničenjem njegove avre nepremagljivosti. Od leta 433 do 454 je bil dejanski vladar Zahodnega rimskega cesarstva in poskušal stabilizirati njegove evropske meje pred poplavo barbarov, med katerimi so izstopali Huni na čelu z Atilo. Eden njegovih največjih dosežkov je bila sestava koalicije proti njim.

### Primarni viri
- Additamenta ad chron. Prosperi Hauniensis
- Annales Ravennates
- Kasiodor, Chronica in Variae
- Chronica gallica anno 452
- Chronica gallica anno 511
- Chronicon Paschale
- Gregor iz Toursa, Historia Francorum ii.8
- Hidacij, Chronicle
- Ivan Antioški, Chronicle
- Ivan Malala, Chronographia
- Jordan, Getica in Romana
- Komes Marcelin, Chronicle
- Merobavd, Carmina and Panegyrici
- Filostorgij, Ecclesiastical History
- Prisk, Fragmentary History
- Prokopij, Vandal War
- Prosper Akvitanski, Epitoma chronicon
- Sidonij Apolinarij, Carmina
- Suda
- Zosim, New Histories

### Sekundarni viri
- Bury, John Bagnall (1923). History of the Later Roman Empire. Dover Books.
- Given, John (2014). The Fragmentary History of Priscus: Attila, the Huns and the Roman Empire, AD 430–476. Arx Publishing. ISBN 978-1-935228-14-1.
- Hughes, Ian (2012). Aetius: Attila's Nemesis. Barnsley: Pen & Sword Military. ISBN 978-1783461349.
- Jones, A. H. M.; Martindale, J. R.; Morris, John (1980). »Fl. Aetius 7«. Prosopography of the Later Roman Empire. Zv. 2, AD 395–527. Cambridge: Cambridge University Press. str. 21–29. ISBN 978-0-521-20159-9.